# شون ماكيون
شون ماكيون (مواليد 28 ديسمبر 1997) لاعب كرة قدم أمريكية محترف في مركز الطرف الضيق لفريق إنديانابوليس كولتس في الدوري الوطني لكرة القدم الأمريكية (NFL). لعب في كرة القدم الجامعية مع فريق ميشيغان ولفرينز. سبق له اللعب مع فريق دالاس كاوبويز.

## بداياته
التحق ماكيون بمدرسة شيبرد هيل الإقليمية الثانوية. في سنته الثانية، لعب كلاعب دفاعي فقط، محققًا 38 تدخلًا (3 منها للخسارة)، و2 إيقافات، ودفاعًا واحدًا عن تمريرة، واستعادة واحدة للكرة المتعثرة، وصد هدفًا ميدانيًا واحدًا.
كلاعب صغير، كان لاعبًا ثنائي الاتجاه في مركز الطرف الضيق ونهاية الدفاع ، مما ساهم في حصول الفريق على سجل 10-2 والفوز ببطولة المنطقة الوسطى للقسم الرابع.
كطالب كبير، لعب في هجوم موجه نحو الجري، مسجلاً 23 استقبالًا لمسافة 334 ياردة و3 هبوطات، بينما حقق أيضًا 57 تدخلًا (11 للخسارة)، و8 أكياس، و2 استرداد للكرة و2 هدف ميداني محجوب.
كان اختيارًا مرتين في USA Today All-State، وESPN Boston All-State، وSuite Sports Central Massachusetts All-Star، وCentral Massachusetts All-Star، وMax Prep All-State.

## المسيرة الجامعية

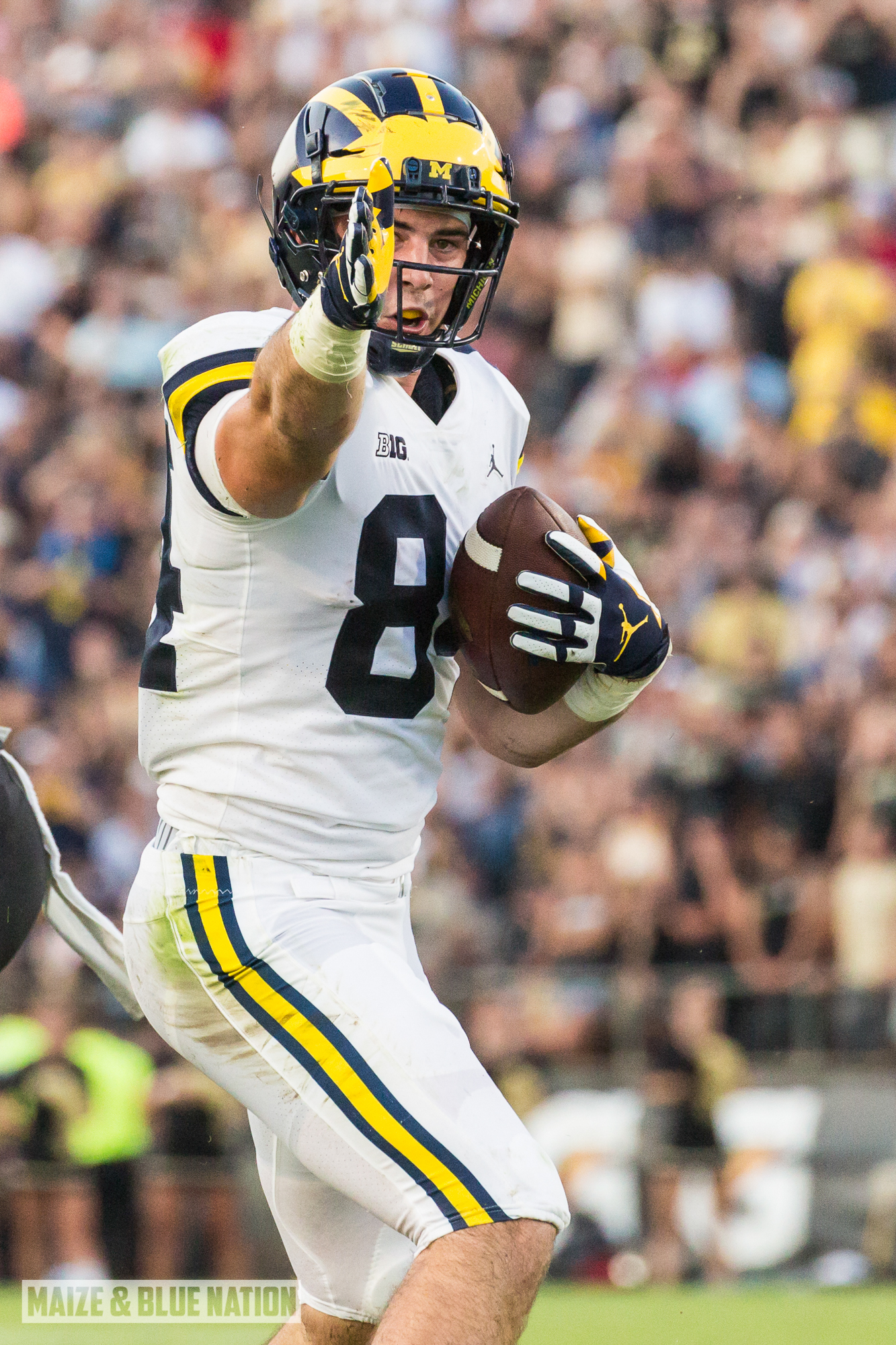
ماكيون في عام 2017

حصل ماكيون على منحة دراسية لكرة القدم من جامعة ميشيغان . في عامه الأول، شارك في أربع مباريات كلاعب خط وسط احتياطي خلف جيك بات. استقبل تمريرتين لمسافة ١٠ ياردات.
في سنته الثانية، شارك في جميع المباريات الـ ١٣، منها ١٠ مباريات أساسية في مركز الطرف الضيق. سجّل ٣١ استقبالًا (متصدرًا الفريق)، و٣٠١ ياردة استقبال (ثانيًا في الفريق)، و٣ هبوطات استقبال (متصدرًا الفريق). كما استقبل ٥ استقبالات لمسافة ٨٢ ياردة ضد جامعة بيردو.
في سنته الجامعية، شارك في جميع المباريات الـ ١٣ كلاعب خط وسط احتياطي خلف زاك جينتري. استُخدم في الغالب لأغراض الحجب وفي وحدات الفرق الخاصة، محققًا ١٤ استقبالًا لمسافة ١٢٢ ياردة وهبوطًا واحدًا.
في سنته الأخيرة، شارك في ١٠ مباريات، منها ٧ مباريات كأساسي، وتقاسم مهام مركز الطرف الضيق مع نيك يوبانكس. غاب عن ٣ مباريات بسبب إصابة في الساق تعرض لها ضد جامعة ويسكونسن. استُخدم في الغالب لأغراض الحجب وفي وحدات الفرق الخاصة، حيث حصد ١٣ استقبالًا (السادس في الفريق) لمسافة ٢٣٥ ياردة (السادس في الفريق) وهدفين استقباليين (الرابع في الفريق).

## المسيرة المهنية

### دالاس كاوبويز
تم التعاقد مع ماكيون كلاعب حر غير مصنف من قبل فريق دالاس كاوبويز بعد مسودة اتحاد كرة القدم الأميركي لعام 2020 في 27 أبريل. اتخذ الفريق خطوة غير تقليدية بالاحتفاظ به كلاعب الطرف الضيق الرابع لتجنب خسارته بسبب التنازلات. أصبح لاعب الطرف الضيق الثالث، بعد أن عانى اللاعب الأساسي بليك جاروين من إصابة في الركبة أنهت موسمه في المباراة الأولى ضد فريق لوس أنجلوس رامز. ظهر في 14 مباراة مع بداية واحدة ولعب بشكل أساسي في الفرق الخاصة. في الأسبوع 7، بدأ ضد فريق واشنطن لكرة القدم عندما افتتح الفريق المباراة بتشكيلة من ثلاثة لاعبين ضيقين.
في عام 2021، تعرض لالتواء شديد في الكاحل في المباراة الثانية قبل الموسم ضد أريزونا كاردينالز. في 2 سبتمبر 2021، تم وضع ماكيون في قائمة الاحتياط للمصابين بسبب إصابة في الكاحل. لقد غاب عن أول 7 مباريات أثناء تعافيه من الإصابة وتم تنشيطه في 3 نوفمبر 2021. في 14 نوفمبر 2021، سجل ماكيون أول استقبال له في دوري كرة القدم الأمريكية أثناء اللعب ضد زميله السابق في المدرسة الثانوية، كريس ليندستروم وأتلانتا فالكونز. في يوم عيد الشكر، حصل على أول هبوط في مسيرته، تمريرة 10 ياردات من داك بريسكوت ضد لاس فيغاس رايدرز. في غضون 9 مباريات (بدايتين)، سجل ماكيون 4 تمريرات من 27 وهبوط. لقد كان لاعب خط الوسط الضيق الثالث للفريق خلف دالتون شولتز وجيريمي سبرينكل.
في عام ٢٠٢٢، ومع رحيل جاروين، كان يتنافس على مركز الظهير الضيق الاحتياطي خلف شولتز، لكنه تراجع في قائمة اللاعبين الأساسيين خلف المبتدئين جيك فيرجسون وبيتون هندرشوت خلال معسكر التدريب. في ٣٠ أغسطس ٢٠٢٢، استغنى فريق كاوبويز عن ماكيون، ووقع عقدًا مع الفريق التدريبي في اليوم التالي.  تمت ترقيته إلى قائمة اللاعبين الأساسيين في ٢٩ أكتوبر. شارك في ١٣ مباراة، واستقبل تمريرتين لمسافة ١١ ياردة.
في 29 أغسطس 2023، استغنى فريق كاوبويز عن ماكيون وأعاد التعاقد معه للانضمام إلى الفريق التدريبي.  في 12 أكتوبر، انضم ماكيون إلى قائمة الفريق الأساسية لتعزيز دفاع الفريق بعد إصابة هيندرشوت. وُضع على قائمة المصابين في 6 ديسمبر، بالتزامن مع عودة هيندرشوت إلى التشكيلة الأساسية. شارك في 9 مباريات ولم يُسجل أي إحصائيات. لم يُجدد عقده بعد الموسم.

### ديترويت ليونز
في 16 مايو 2024، وقع ماكيون مع فريق ديترويت ليونز . وتم إطلاق سراحه في 27 أغسطس.

### إنديانابوليس كولتس
تم التعاقد مع ماكيون للانضمام إلى فريق التدريب الخاص بنادي إنديانابوليس كولتس في 29 أغسطس 2024. ووقع عقدًا احتياطيًا/مستقبليًا في 6 يناير 2025.

## روابط خارجية
- السيرة الذاتية لفريق إنديانابوليس كولتس
- السيرة الذاتية لفريق ميشيغان ولفرينز
- وسائط متعلقة بـ شون ماكيون في كومنز.